# 奥平貞臣
奥平 貞臣（おくだいら さだおみ、文化6年3月17日（1809年5月1日） - 明治23年（1890年）8月25日）は、伊予松山藩筆頭家老、奥平藤左衛門家8代当主。俳人。
父は奥平貞熈。養父は奥平昌蔭。子は奥平貞操。幼名は隼人。諱は貞臣、昌壽。通称は弾正、山城。号は鶯居（おうきょ）。

## 生涯
文化6年（1809年）3月17日、伊予松山藩家老の奥平貞熈の長男として松山に生まれる。文政9年（1826年）、大名分となり擬米200俵。文政12年（1829年）、家老となり擬米300俵。文政13年（1830年）、家老奥平昌蔭の養子となる。天保9年（1837年）、江戸城西丸炎上の際に、江戸藩邸の藩士を率いて江戸城内紅葉山の警備に当たる。天保14年（1843年）、家老を免じられる。弘化5年（1848年）、養父の死去により家督と知行3300石を相続、大名分、組頭として与力を預かる。嘉永3年（1850年）、家老に復帰。
安政3年（1856年）、藩主松平勝成家督相続御礼言上の際に、将軍徳川家定に拝謁。同年家老を免じられる。文久元年（1861年）、家老に復帰。元治元年（1864年）、禁門の変の際、御所警護のために松山より藩兵を率いて出陣。7月16日に京に到着し、紙屋川警備に就く。19日長州軍が間道から下立売門に向かった知らせを受け、兵を下立売門に向けるも戦闘の終了した後であった。明治元年（1868年）、隠居して家督を嫡男の貞操に譲る。
明治23年（1890年）8月25日死去。享年82。

## 俳人・奥平鶯居として
貞臣は、俳人奥平鶯居としても知られる。地元松山の塩見黙翁、江戸の田川鳳朗の門人となり俳諧を学ぶ。後に俳諧宗匠として、大原其戎とともに伊予俳壇の中心人物となり、中央俳壇にもその名を知られた。句集に『梅鶯集』を残す。明治14年（1881年）6月、『愛比売新報』の別冊俳誌『俳諧花の曙』を創刊しその選者となる。

## 代表的な句
- 風雲をずんずとぬけて冬の月
- 時鳥花のまほろし消えにけり